# پی‌یرو رنیولی
پی‌یرو رنیولی (ایتالیایی: Piero Regnoli؛ ۱۹۲۱ میلادی – ۲۰۰۱) فیلم‌نامه‌نویس و کارگردان اهل ایتالیا بود.

## فیلم‌شناسی
- عروسک شیطان (۱۹۸۳)
- مربی اسکی (۱۹۸۱)
- عادت بد (۱۹۸۰)
- سوپرسکسی‌مارکت (۱۹۷۹)
- مالابیمبا – بدکاره بدخواه (۱۹۷۹)
- آن‌سوی تاریکی (۱۹۷۹)
- زنی دست دوم (۱۹۷۷)
- دختر اهل بولونیا (۱۹۷۷)
- سوبروله… دختر اهل رومانیولا (۱۹۷۷)
- یک گاو نر شهوتی (۱۹۷۶)
- خواهرزاده نازنین عزیز (۱۹۷۷)
- دختر روستایی زیبا (۱۹۷۶)
- کارکنان خیابانی (۱۹۷۶)
- نوجوان (۱۹۷۶)
- دخترمدرسه‌ای (۱۹۷۵)
- خواهرزن کوچک (۱۹۷۵)
- خاله‌های دل‌انگیز (۱۹۷۵)
- فریاد یک فاحشه (۱۹۷۴)
- سپیددندان (۱۹۷۳)
- بازی‌های ممنوعه پیترو آرتینو (۱۹۷۲)
- مرگ در لاردو پرسه می‌زند (۱۹۶۷)
- سامسون در معادن شاه سلیمان (۱۹۶۴)